# Холопичівський заказник
Холо́пичівський зака́зник — гідрологічний заказник місцевого значення в Україні. Розташований у межах Володимирського району Волинської області, на північ від села Холопичі.
Площа 57 га. Статус надано в 1993 році за розпорядженням Волинської облради від 03.03.1993 № 18-р. Перебуває у віданні Затурцівської сільської територіальної громади.
Створений з метою збереження природного водно-болотного комплексу, що включає озеро Холопичівське площею 13,7 га з прибережною смугою лучно-болотяних угідь площею 43,3 га. 
Лучну рослинність заказника формують гадючник в'язолистий, незабудка болотна, півники болотні, білозір болотний, калюжниця болотяна, хвощ болотяний, жовтець їдкий, любисток лікарський, аїр тростиновий, жовтець їдкий. Лісові насадження представлені сосною звичайною, вільхою чорною та вербою білою. 
Серед прибережної рослинності трапляються зозулинець болотний, осока затінкова та молодильник озерний, що росте на мілководді, – рідкісні види, занесені до Червоної книги України. На дні озера зростають харофіти, на узбережжі - очерет звичайний а на плесі формації латаття білого та глечиків жовтих, занесені в Зелену книгу України. В озері мешкає близько 15 видів риб, у прибережних заростях гніздяться водоплавні та навколоводні птахи.

## Галерея

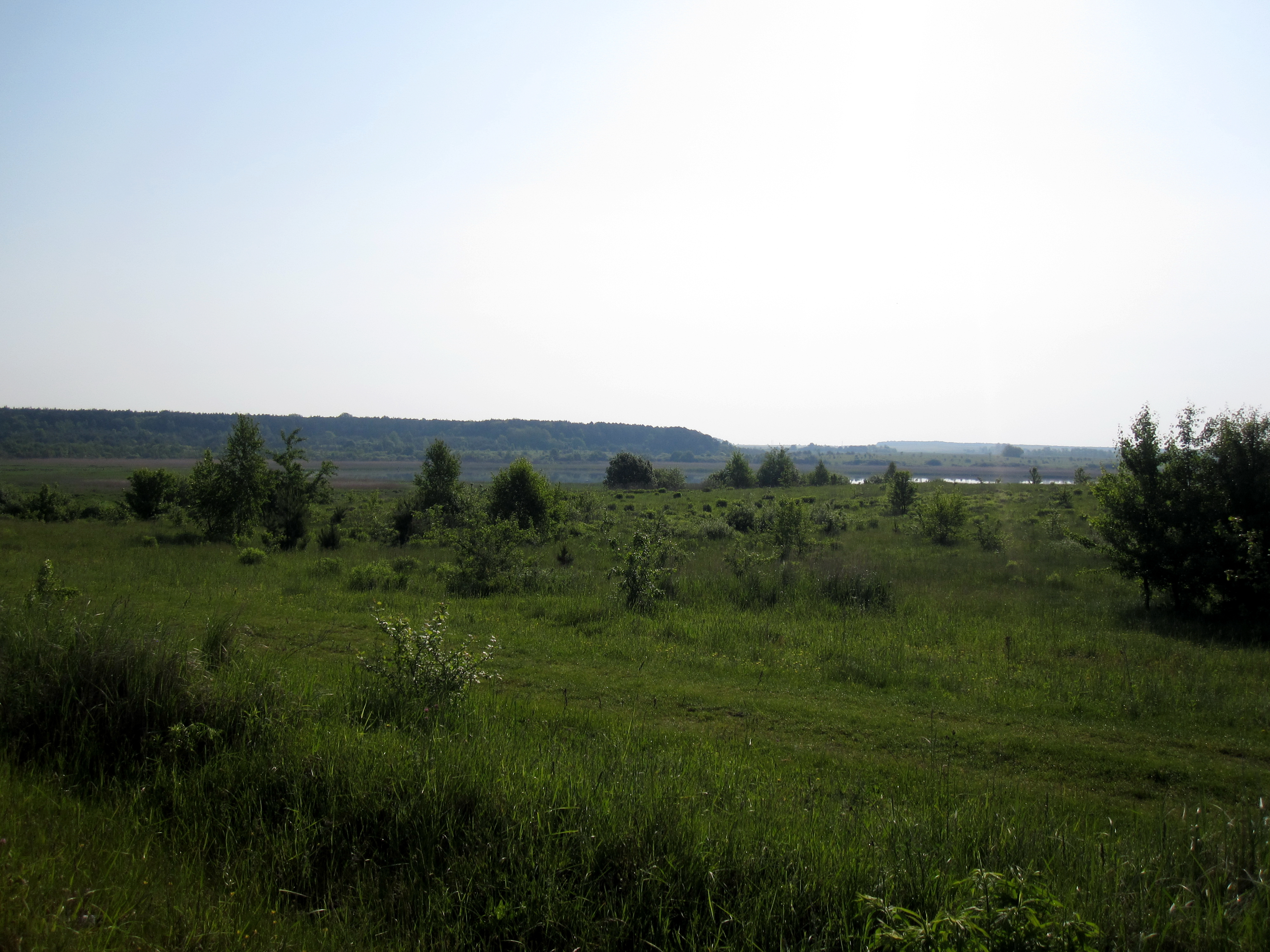
Загальний вигляд з дороги
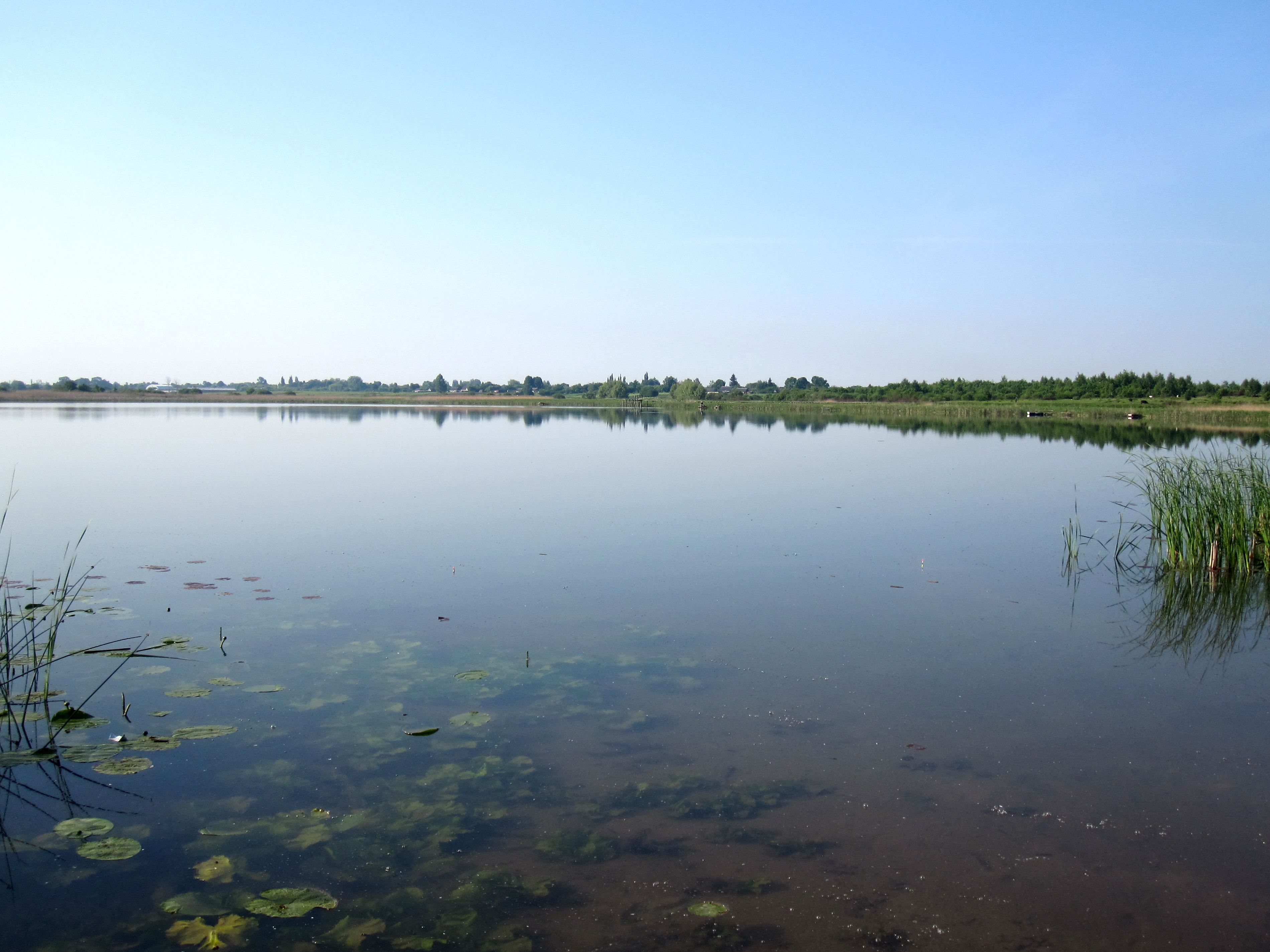
Єдине місце на березі, вільне від рослинності
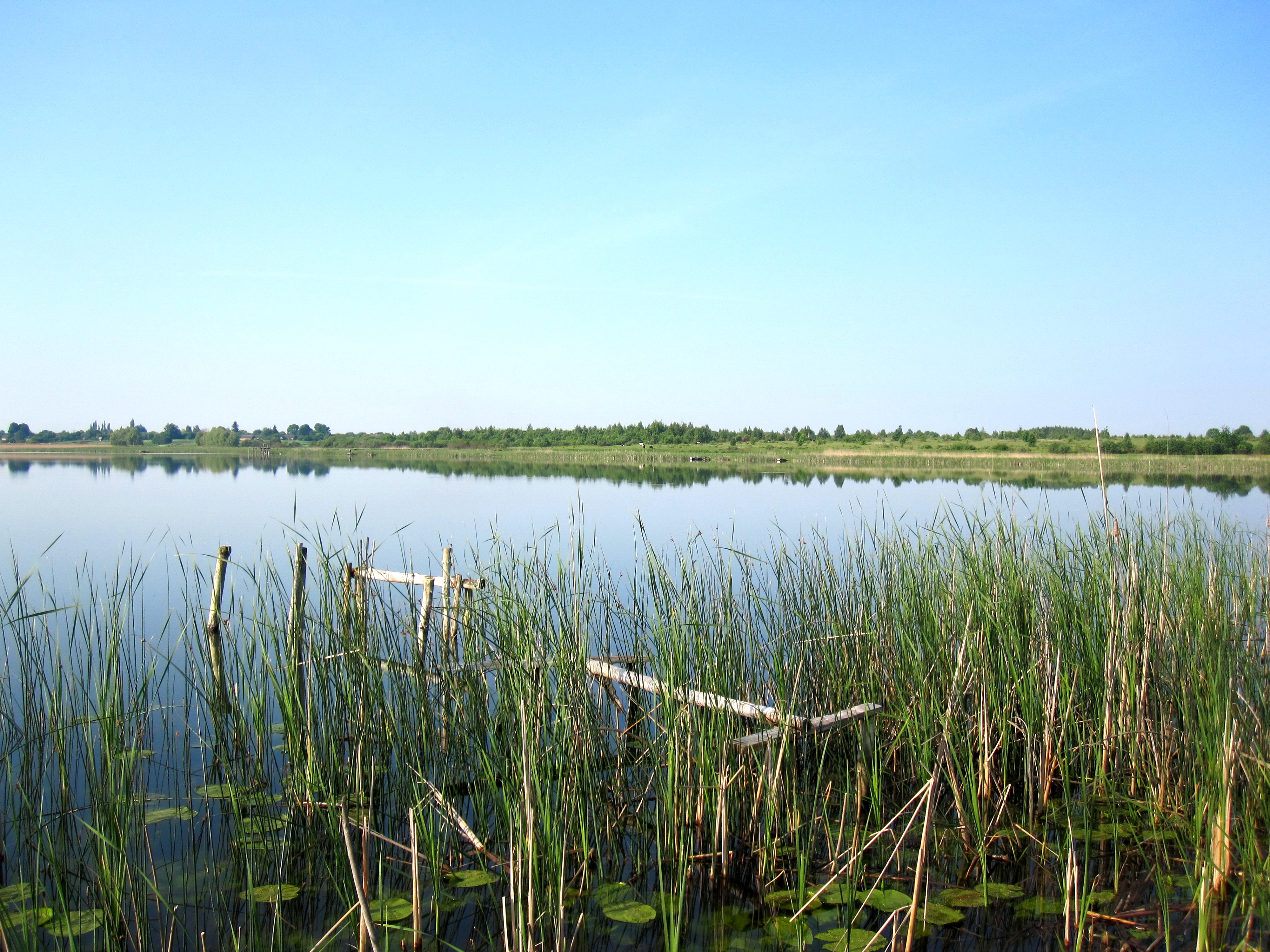
Залишки містка
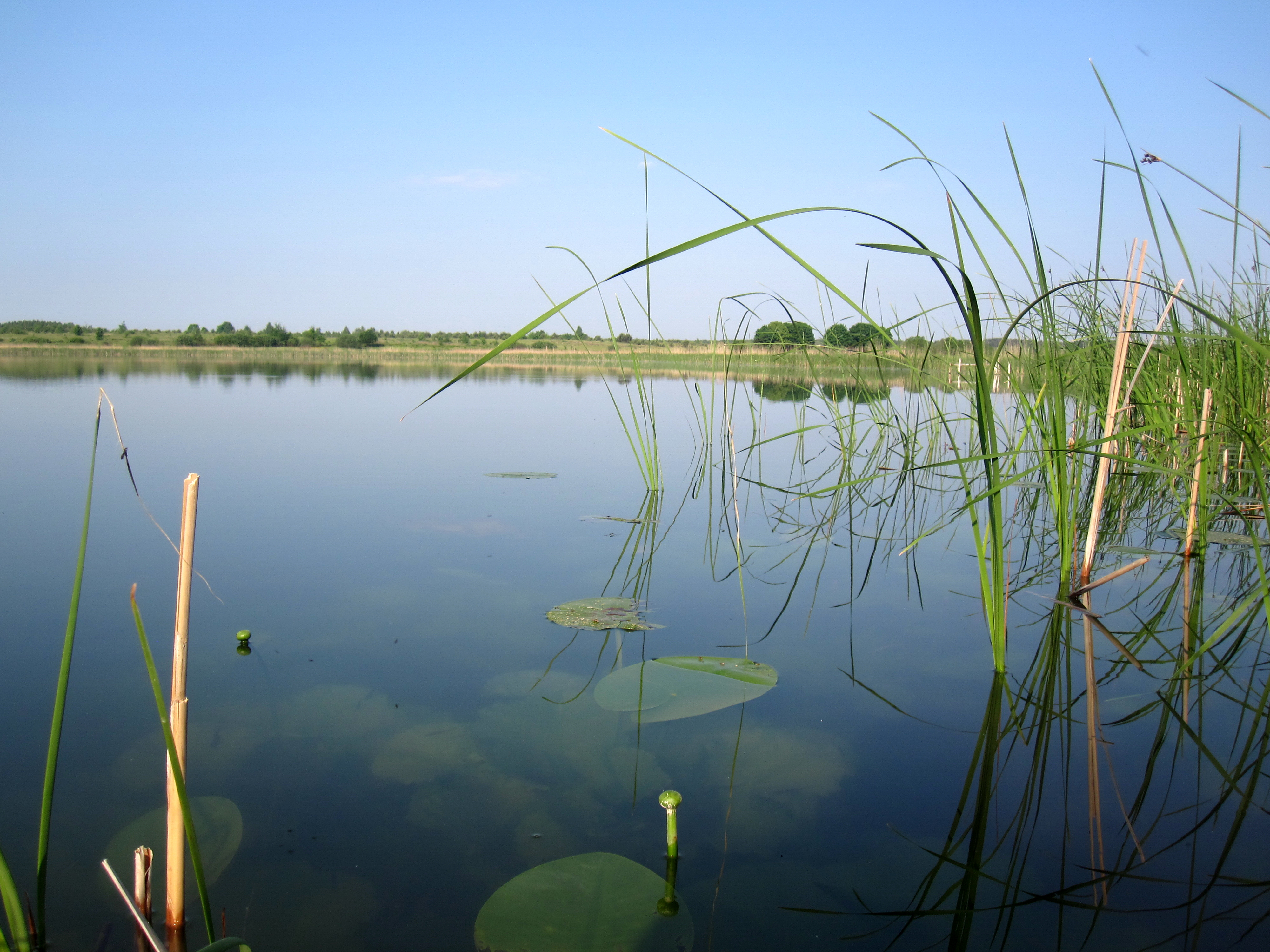
Латаття біле
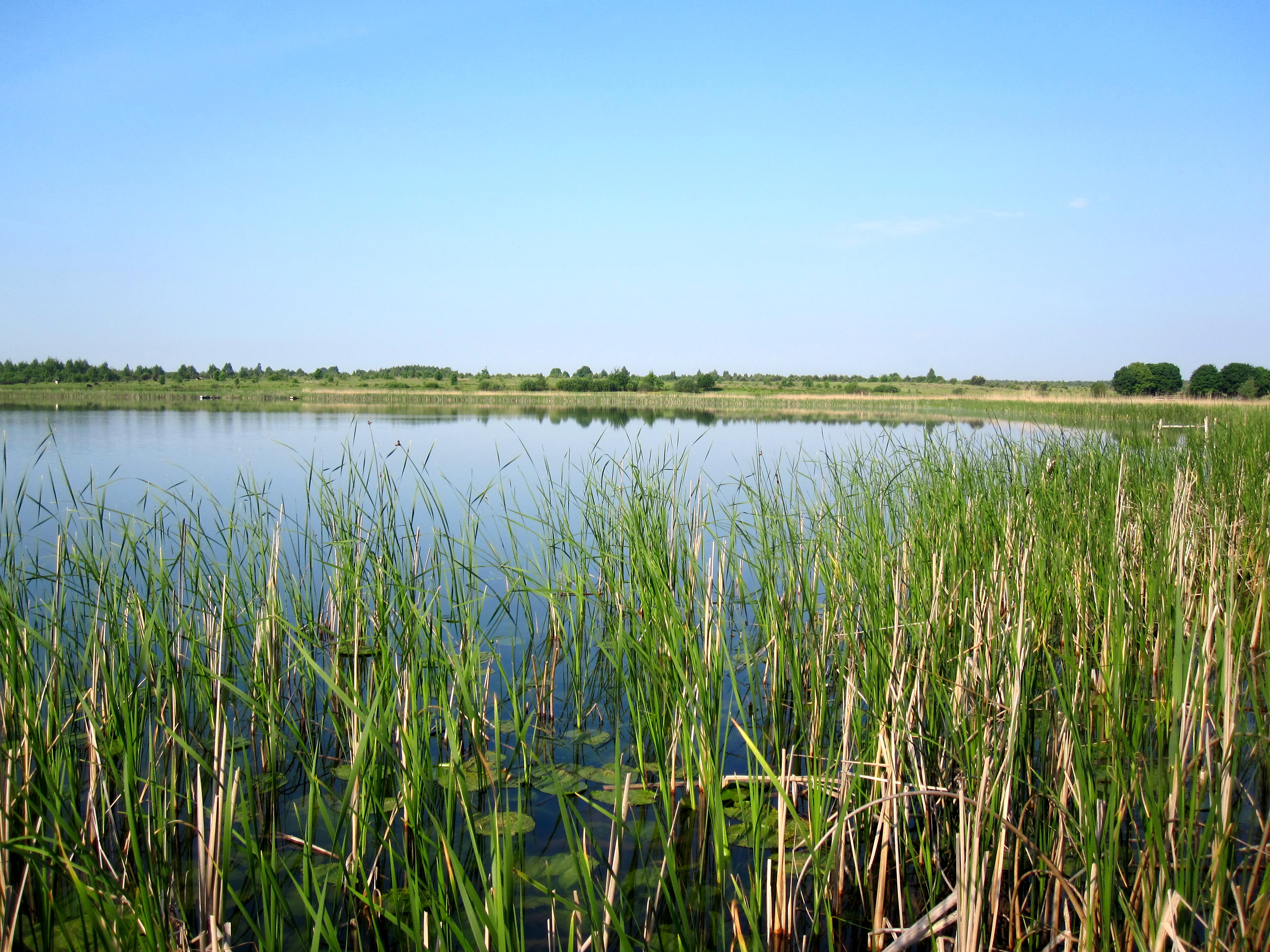
рослинність берега оз. Холопичівське
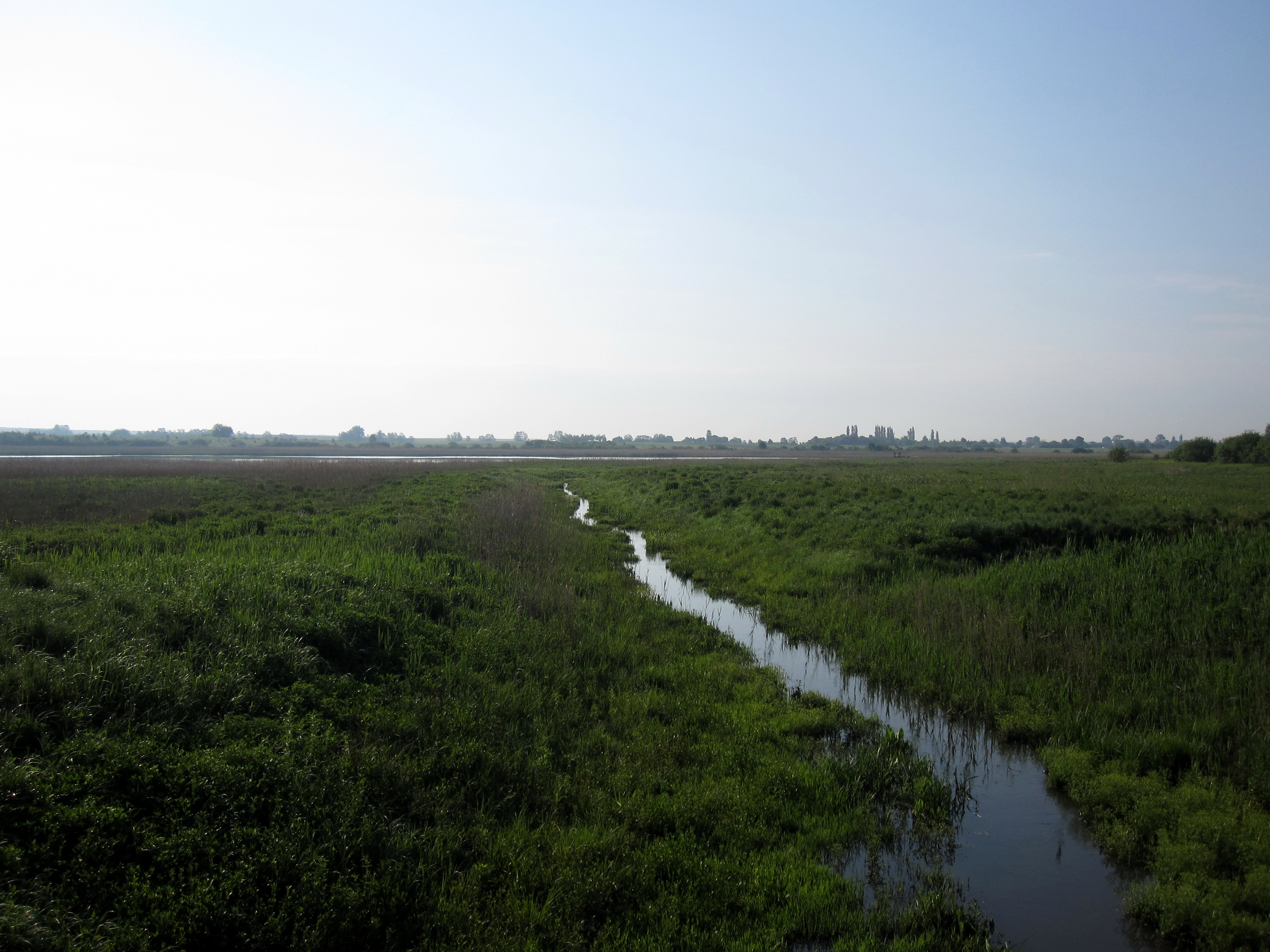
Річка Турія на тлі оз. Холопичівське